# Moravecké Janovice
Moravecké Janovice (německy Morawetz Janowitz) jsou malá vesnice, část městyse Strážek v okrese Žďár nad Sázavou. Nachází se asi 5 km na východ od Strážku. V roce 2009 zde bylo evidováno 39 adres. V roce 2001 zde trvale žilo 35 obyvatel.
Moravecké Janovice je také název katastrálního území o rozloze 3,17 km2.

## Historie
První písemná zmínka o vsi pochází z roku 1358.

## Pamětihodnosti
- Kaple
- Boží muka
- Smírčí kámen

## Galerie

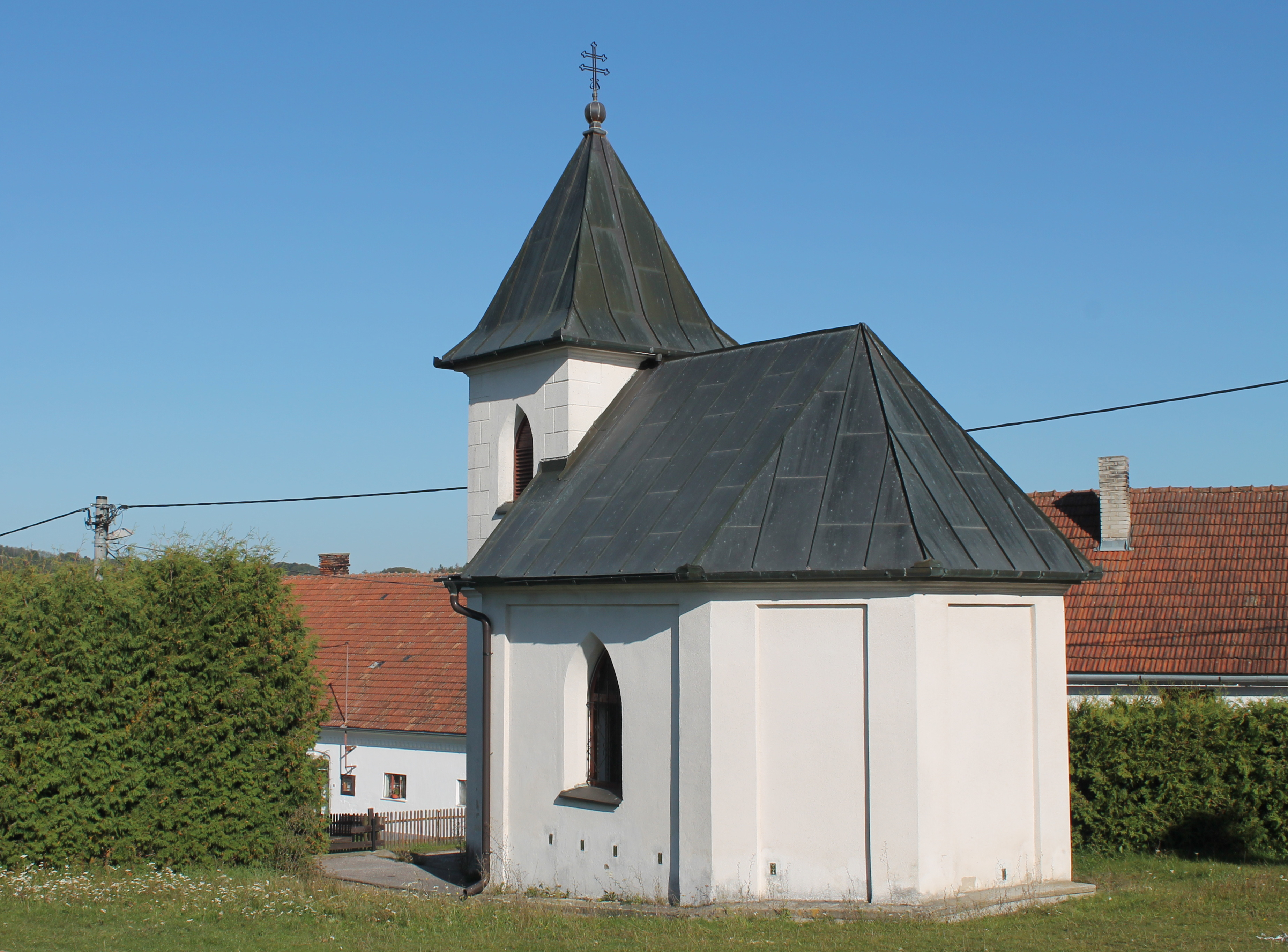
Kaple v Moraveckých Janovicích
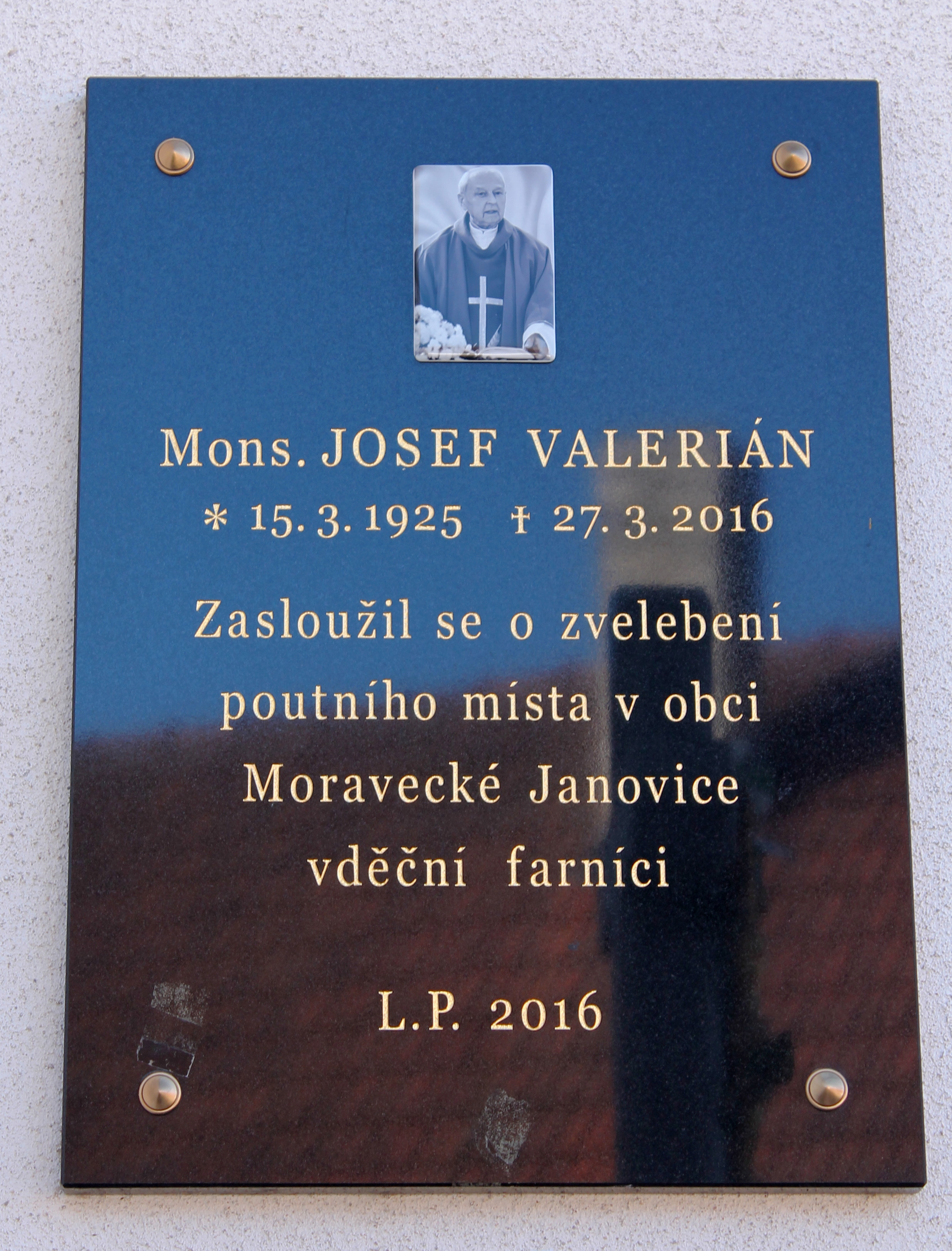
Pamětní deska kněze Josefa Valeriána
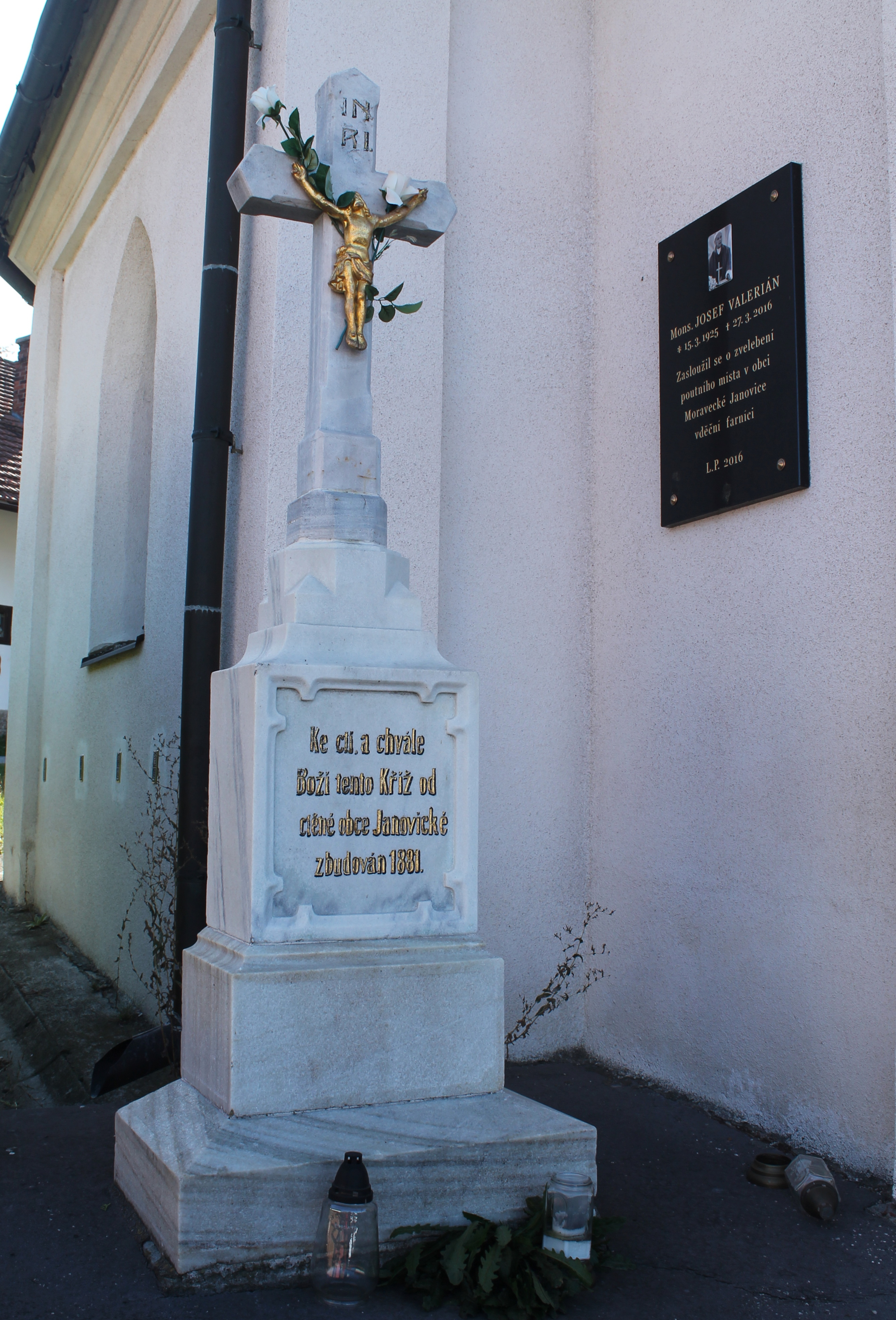
Kříž u kaple
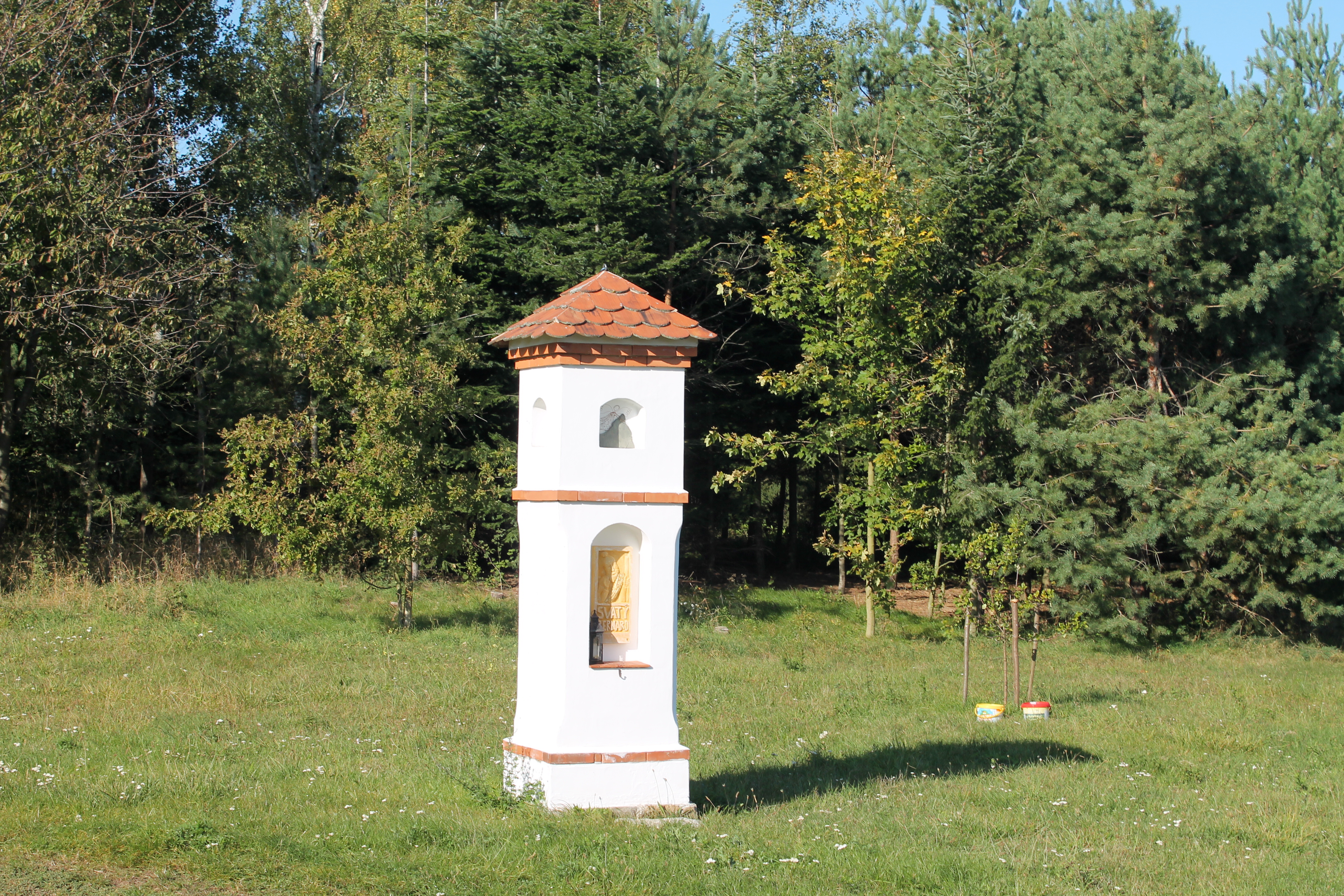
Boží muka
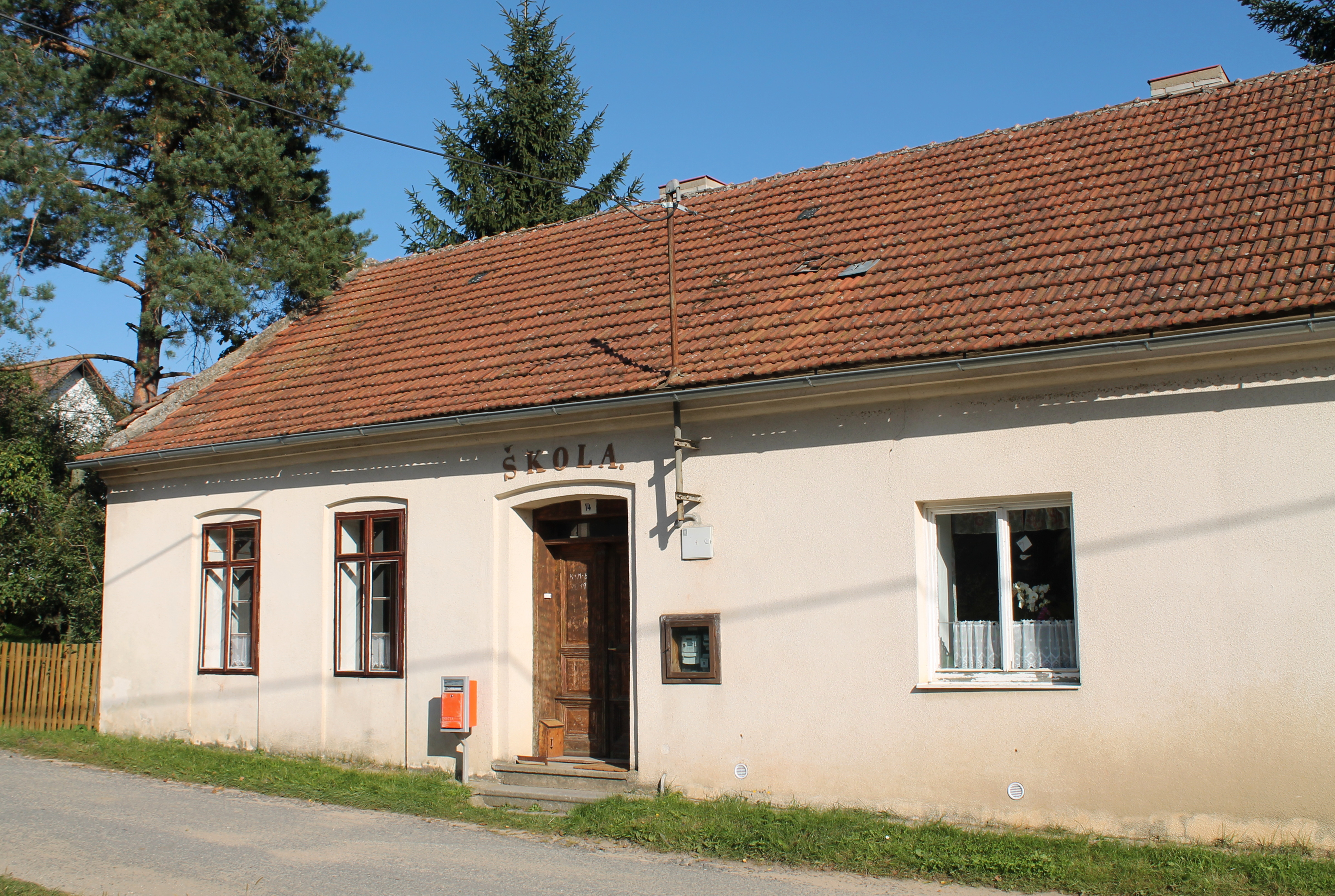
Bývalá škola
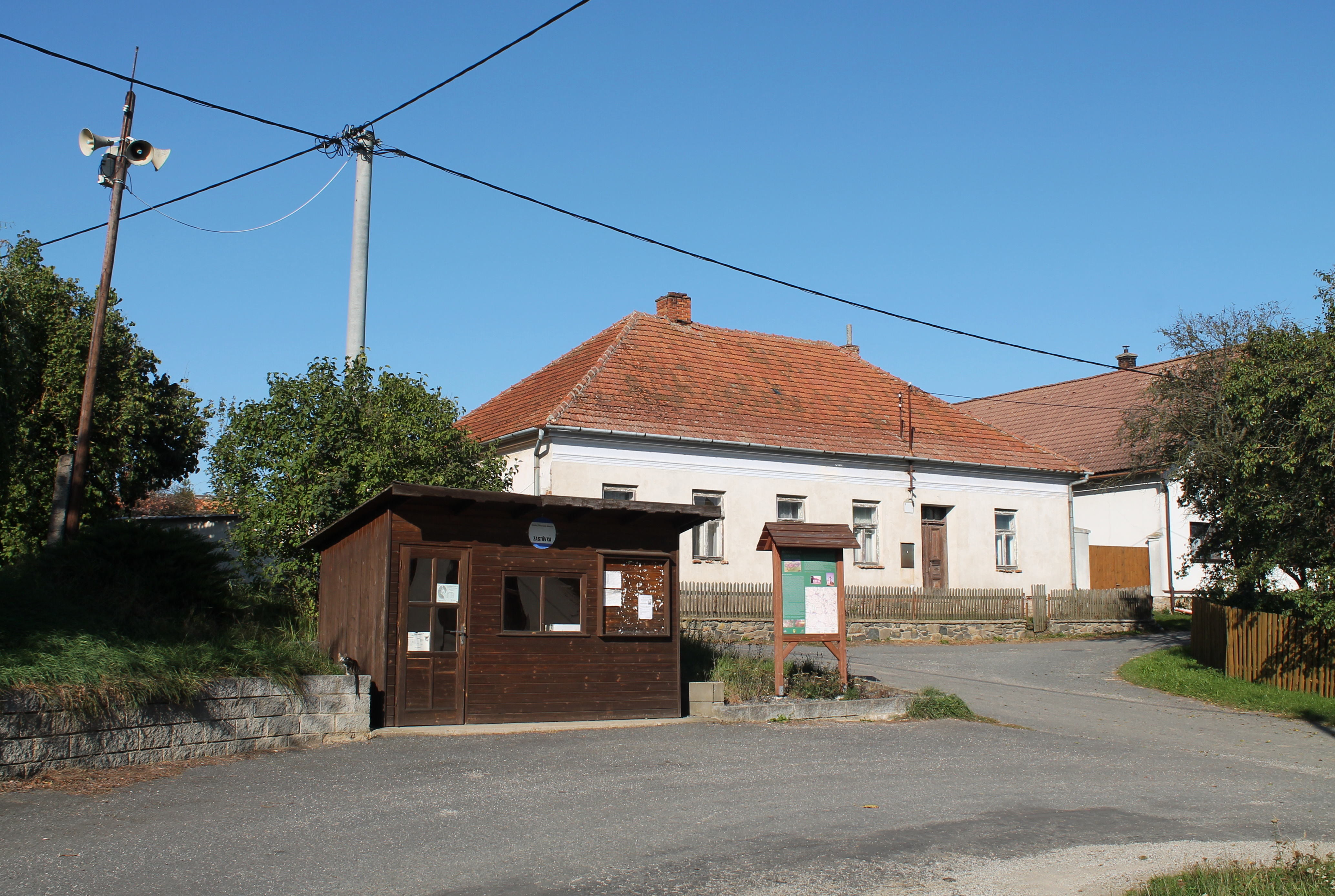
Autobusová zastávka na návsi
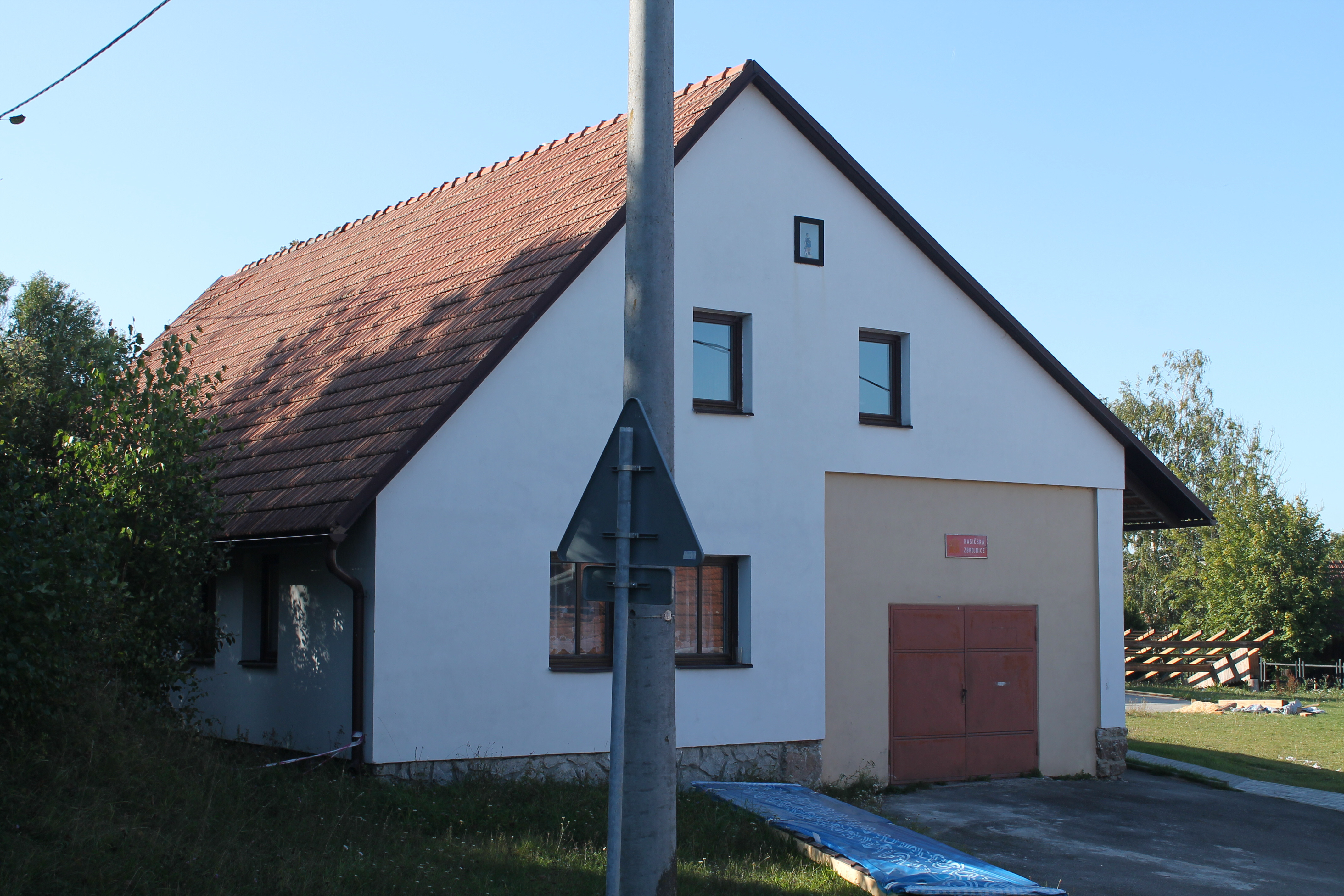
Hasičská zbrojnice